# 슈퍼 스매시브라더스 시리즈의 등장인물 목록
슈퍼 스매시브라더스 시리즈의 등장 캐릭터(大乱闘スマッシュブラザーズシリーズの登場キャラクター)는 닌텐도가 발매하는 대전형 액션 게임 시리즈 “슈퍼 스매시브라더스” 시리즈에 등장하는 캐릭터에 대해서 해설한다. 
| 약어   | 타이틀                                   |
| ------ | ---------------------------------------- |
| 올스타 | 닌텐도 올스타! 대난투 스매시브라더스     |
| DX     | 대난투 스매시브라더스 DX                 |
| X      | 대난투 스매시브라더스 X                  |
| for    | 슈퍼 스매시브라더스 for 닌텐도 3DS/Wii U |
| 3DS    | 슈퍼 스매시브라더스 for 닌텐도 3DS       |
| Wii U  | 슈퍼 스매시브라더스 for Wii U            |
| 얼티밋 | 슈퍼 스매시브라더스 얼티밋               |

## 파이터
본 시리즈의 플레이어 캐릭터이다. 
| ○ | 기본 캐릭터                                                      |
| △ | 모델 대체 캐릭터 (“올스타”, “DX”, “for”) / 대시 파이터(“얼티밋”) |
| ☆ | 다운로드 컨텐츠로의 추가 캐릭터                                  |
| × | 조작 불가능 (등장하지 않음, 또는 파이터 이외의 역할로만 등장)    |

| No    | 캐릭터 이름                     | 올스타 | DX | X | for | 얼티밋 | 출전 작품                      | 성우 |
| ----- | ------------------------------- | ------ | -- | - | --- | ------ | ------------------------------ | --- |
| 01    | 마리오                          | O      | O  | O | O   | O      | 마리오 시리즈                  | 찰스 마티네이                                                                                           |
| 09    | 루이지                          | △      | O  | O | O   | O      | 마리오 시리즈                  | 찰스 마티네이                                                                                           |
| 13    | 피치공주                        | ×      | O  | O | O   | O      | 마리오 시리즈                  | 젠 타일러(DX) 서맨사 켈리(X~얼티밋)                                                                     |
| 13'   | 데이지                          | ×      | ×  | × | ×   | △      | 마리오 시리즈                  | 디아나 머스터드                                                                                         |
| 14    | 쿠파                            | ×      | O  | O | O   | O      | 마리오 시리즈                  | 없음 |
| 18    | 닥터마리오                      | ×      | △  | × | △   | O      | 마리오 시리즈                  | 찰스 마티네이                                                                                           |
| 48    | 로젤리나&치코                   | ×      | ×  | × | O   | O      | 마리오 시리즈                  | 케리 케인 (로젤리나) 타케자와 유야 (치코)                                                               |
| 58    | 쿠파주니어 (쿠파 7인조)         | ×      | ×  | × | O   | O      | 마리오 시리즈                  | 케티 사고이언 (쿠파주니어) 라니 미넬라 (래리, 웬디, 모톤, 레미) 댄 팔콘 (로이) 마이크 본 (이기, 루드윅) |
| 70    | 뻐끔플라워                      | ×      | ×  | × | ×   | ☆      | 마리오 시리즈                  | 없음 |
| 02    | 동키콩                          | O      | O  | O | O   | O      | 동키콩 시리즈                  | 없음 |
| 36    | 디디콩                          | ×      | ×  | O | O   | O      | 동키콩 시리즈                  | 없음 |
| 67    | 킹크루루                        | ×      | ×  | × | ×   | O      | 동키콩 시리즈                  | 없음 |
| 03    | 링크                            | O      | O  | O | O   | O      | 젤다의 전설                    | 히야마 노부유키 (올스타, DX) 사사누마 아키라 (X, for) 타카나시 켄고 (얼티밋)                            |
| 16    | 시크                            | ×      | O  | O | O   | O      | 젤다의 전설                    | 미즈사와 준(DX~for) 후지무라 아유미 (얼티밋)                                                            |
| 17    | 젤다                            | ×      | O  | O | O   | O      | 젤다의 전설                    | 미즈사와 준(DX~for) 후지무라 아유미 (얼티밋)                                                            |
| 22    | 소년 링크                       | ×      | △  | × | ×   | O      | 젤다의 전설                    | 타키모토 후지코                                                                                         |
| 23    | 카논돌프                        | ×      | △  | O | O   | O      | 젤다의 전설                    | 나가사코 타카시 (DX, 얼티밋) 미야타 히로노리 (X, for)                                                   |
| 43    | 툰링크                          | ×      | ×  | O | O   | O      | 젤다의 전설                    | 마츠모토 사치                                                                                           |
| 04    | 사무스                          | O      | O  | O | O   | O      | 메트로이드 시리즈              | 없음 |
| 04'   | 다크 사무스                     | ×      | ×  | × | ×   | △      | 메트로이드 시리즈              | 없음 |
| 29    | 제로 슈트 사무스                | ×      | ×  | O | O   | O      | 메트로이드 시리즈              | 알레시아 글라이드웰                                                                                     |
| 65    | 리들리                          | ×      | ×  | × | ×   | O      | 메트로이드 시리즈              | 없음 |
| 05    | 요시                            | O      | O  | O | O   | O      | 요시 시리즈                    | 토타카 카즈미                                                                                           |
| 06    | 커비                            | O      | O  | O | O   | O      | 별의 커비 시리즈               | 오모토 마키코                                                                                           |
| 27    | 메타 나이트                     | ×      | ×  | O | O   | O      | 별의 커비 시리즈               | 키사이치 아츠시                                                                                         |
| 39    | 디디디 대왕                     | ×      | ×  | O | O   | O      | 별의 커비 시리즈               | 사쿠라이 마사히로                                                                                       |
| 07    | 폭스                            | O      | O  | O | O   | O      | 스타폭스 시리즈                | 사토우치 시노부 (올스타, DX) 노지마 켄지 (X, for) 오오하라 타카시 (얼티밋)                              |
| 20    | 팔코                            | ×      | △  | O | O   | O      | 스타폭스 시리즈                | 에가와 히사오 (DX~for) 타카구치 코스케 (얼티밋)                                                         |
| 44    | 울프                            | ×      | ×  | O | ×   | O      | 스타폭스 시리즈                | 오바 마히토 (X) 타카구치 코스케 (얼티밋)                                                                |
| 08    | 피카츄                          | O      | O  | O | O   | O      | 포켓몬스터 시리즈              | 오타니 이쿠에                                                                                           |
| 12    | 푸린                            | O      | O  | O | O   | O      | 포켓몬스터 시리즈              | 카나이 미카                                                                                             |
| 19    | 피츄                            | ×      | △  | × | ×   | O      | 포켓몬스터 시리즈              | 코오로기 사토미                                                                                         |
| 24    | 뮤츠                            | ×      | O  | × | ☆   | O      | 포켓몬스터 시리즈              | 이치무라 마사치카 (DX) 후지와라 케이지 (for, 얼티밋)                                                    |
| 33~35 | 포켓몬 트레이너                 | ×      | ×  | O | ×   | O      | 포켓몬스터 시리즈              | 한바 토모에 (남성) 킨교 와카나 (여성)                                                                   |
| 33    | 꼬부기                          | ×      | ×  | O | ×   | O      | 포켓몬스터 시리즈              | 아이카와 리카코                                                                                         |
| 34    | 이상해풀                        | ×      | ×  | O | ×   | O      | 포켓몬스터 시리즈              | 카와카미 토모코 (X) 이누야마 이누코 (얼티밋)                                                            |
| 35    | 리자몽                          | ×      | ×  | O | O   | O      | 포켓몬스터 시리즈              | 미키 신이치로                                                                                           |
| 41    | 루카리오                        | ×      | ×  | O | O   | O      | 포켓몬스터 시리즈              | 나미카와 다이스케                                                                                       |
| 50    | 개굴닌자                        | ×      | ×  | × | O   | O      | 포켓몬스터 시리즈              | 우에다 유지                                                                                             |
| 69    | 어흥염                          | ×      | ×  | × | ×   | O      | 포켓몬스터 시리즈              | 이시즈카 운쇼                                                                                           |
| 10    | 네스                            | O      | O  | O | O   | O      | 마더 시리즈                    | 오모토 마키코                                                                                           |
| 37    | 류카                            | ×      | ×  | O | ☆   | O      | 마더 시리즈                    | 라니 미넬라                                                                                             |
| 11    | 캡틴 팔콘                       | O      | O  | O | O   | O      | 에프제로 시리즈                | 호리카와 료                                                                                             |
| 15    | 얼음 타기                       | ×      | O  | O | ×   | O      | 아이스 클라이머                | 코바야시 사나에                                                                                         |
| 21    | 마르스                          | ×      | O  | O | O   | O      | 파이어 엠블렘 시리즈           | 미도리카와 히카루                                                                                       |
| 21'   | 루키나                          | ×      | ×  | × | △   | △      | 파이어 엠블렘 시리즈           | 코바야시 유우                                                                                           |
| 25    | 로이                            | ×      | △  | × | ☆   | O      | 파이어 엠블렘 시리즈           | 후쿠야마 준                                                                                             |
| 25'   | 크롬                            | ×      | ×  | × | ×   | △      | 파이어 엠블렘 시리즈           | 스기타 토모카즈                                                                                         |
| 32    | 아이크                          | ×      | ×  | O | O   | O      | 파이어 엠블렘 시리즈           | 하기 미치히코                                                                                           |
| 56    | 러플레                          | ×      | ×  | × | O   | O      | 파이어 엠블렘 시리즈           | 호소야 요시마사 (남성) 사와시로 미유키 (여성)女                                                         |
| 62    | 카무이                          | ×      | ×  | × | ☆   | O      | 파이어 엠블렘 시리즈           | 시마자키 노부나가 (남성) 사토 사토미 (여성)                                                             |
| 75    | 벨레트 / 벨레스                 | ×      | ×  | × | ×   | ☆      | 파이어 엠블렘 시리즈           | 코바야시 유스케 (벨레트) 이토 시즈카 (벨레스)                                                           |
| 26    | Mr. 게임&워치                   | ×      | O  | O | O   | O      | 게임 & 워치                    | 없음 |
| 28    | 피트                            | ×      | ×  | O | O   | O      | 키드 이카루스 시리즈           | 타카야마 미나미                                                                                         |
| 28'   | 블랙피트                        | ×      | ×  | × | △   | △      | 키드 이카루스 시리즈           | 타카야마 미나미                                                                                         |
| 54    | 파르테나                        | ×      | ×  | × | O   | O      | 키드 이카루스 시리즈           | 히사카와 아야                                                                                           |
| 30    | 와리오                          | ×      | ×  | O | O   | O      | 메이드 인 와리오 시리즈        | 찰스 마티네이                                                                                           |
| 40    | 피크민&올리마 (피크민&알프)     | ×      | ×  | O | O   | O      | 피크민                         | 와카이 하지메 (피크민) 아사히 아츠코 (날개 피크민) 없음 (올리마, 알프)                                  |
| 42    | R.O.B                           | ×      | ×  | O | O   | O      | HVC-012                        | 없음 |
| 45    | 마을주민                        | ×      | ×  | × | O   | O      | 동물의 숲 시리즈               | 없음 |
| 68    | 여울                            | ×      | ×  | × | ×   | O      | 동물의 숲 시리즈               | 없음 |
| 47    | Wii Fit 트레이너                | ×      | ×  | × | O   | O      | Wii 피트 시리즈                | 히로세 히토미 (여성) 히구치 토모유키 (남성)                                                             |
| 49    | 리틀맥                          | ×      | ×  | × | O   | O      | 펀치 아웃!! 시리즈             | 토리우미 코스케 (통상) 없음 (와이어 프레임)                                                             |
| 51    | Mii 파이터 (Mii 격투 타입)      | ×      | ×  | × | O   | O      | Mii                            | 없음 (for) 12종류 중에서 선택 가능 (얼티밋)                                                             |
| 52    | Mii 파이터 (Mii 검술 타입)      | ×      | ×  | × | O   | O      | Mii                            | 없음 (for) 12종류 중에서 선택 가능 (얼티밋)                                                             |
| 53    | Mii 파이터 (Mii 사격 타입)      | ×      | ×  | × | O   | O      | Mii                            | 없음 (for) 12종류 중에서 선택 가능 (얼티밋)                                                             |
| 57    | 슈르크                          | ×      | ×  | × | O   | O      | 제노블레이드 크로니클스 시리즈 | 아사누마 신타로                                                                                         |
| 79    | 호무라                          | ×      | ×  | × | ×   | ☆      | 제노블레이드 크로니클스 시리즈 | 시모지 시노                                                                                             |
| 80    | 히카리                          | ×      | ×  | × | ×   | ☆      | 제노블레이드 크로니클스 시리즈 | 시모지 시노                                                                                             |
| 59    | 덕헌트                          | ×      | ×  | × | O   | O      | 광선총 시리즈                  | 없음 |
| 64    | 잉클링                          | ×      | ×  | × | ×   | O      | 스플래툰 시리즈                | 없음 |
| 76    | 미엔미엔                        | ×      | ×  | × | ×   | ☆      | ARMS                           | 타카츠 하루나                                                                                           |
| 31    | 스네이크                        | ×      | ×  | O | ×   | O      | 메탈 기어 시리즈               | 오오츠카 아키오                                                                                         |
| 66    | 사이먼                          | ×      | ×  | × | ×   | O      | 캐슬바니아 시리즈              | 이시카와 히데오                                                                                         |
| 66'   | 릭터                            | ×      | ×  | × | ×   | △      | 캐슬바니아 시리즈              | 야나다 키요유키                                                                                         |
| 38    | 소닉                            | ×      | ×  | O | O   | O      | 소닉 시리즈                    | 카네마루 준이치                                                                                         |
| 63    | 베요네타                        | ×      | ×  | × | ☆   | O      | 베요네타 시리즈                | 타나카 아츠코 (일본어) 헬레나 테일러 (영어)                                                             |
| 71    | 조커                            | ×      | ×  | × | ×   | ☆      | 페르소나 시리즈                | 후쿠야마 준                                                                                             |
| 46    | 록맨                            | ×      | ×  | × | O   | O      | 록맨 시리즈                    | 없음 |
| 60    | RYU                             | ×      | ×  | × | ☆   | O      | 스트리트 파이터 시리즈         | 타카하시 히로키                                                                                         |
| 60'   | KEN                             | ×      | ×  | × | ×   | △      | 스트리트 파이터 시리즈         | 키시 유지                                                                                               |
| 55    | 팩맨                            | ×      | ×  | × | O   | O      | 팩맨 시리즈                    | 없음 |
| 81    | KAZUYA                          | ×      | ×  | × | ×   | ☆      | 철권 시리즈                    | 시노하라 마사노리                                                                                       |
| 61    | 클라우드                        | ×      | ×  | × | ☆   | O      | 파이널 판타지 시리즈           | 사쿠라이 타카히로                                                                                       |
| 78    | 세피로스                        | ×      | ×  | × | ×   | ☆      | 파이널 판타지 시리즈           | 모리카와 토시유키                                                                                       |
| 72    | 용사                            | ×      | ×  | × | ×   | ☆      | 드래곤 퀘스트 시리즈           | 사이가 미츠키 (XI S) 히야마 노부유키 (III) 쿠사오 타케시 (IV) 카지 유우키 (VIII)                        |
| 82    | 소라                            | ×      | ×  | × | ×   | ☆      | 킹덤 하츠 시리즈               | 이리노 미유                                                                                             |
| 73    | 반조&카주이                     | ×      | ×  | × | ×   | ☆      | 반조 카주이 시리즈             | 크리스 서덜랜드                                                                                         |
| 77    | 스티브 / 알렉스 (좀비 / 엔더맨) | ×      | ×  | × | ×   | ☆      | Minecraft                      | 없음 |
| 74    | 테리                            | ×      | ×  | × | ×   | ☆      | 아랑전설 시리즈                | 콘도 타카시                                                                                             |

### 내용주
1. ↑  “얼티밋”에서는 색상 변경으로 웨딩 슈트(“슈퍼 마리오 오디세이”)와 빌더마리오(“슈퍼 마리오 메이커”)의 모습이 사용가능하다.
2. ↑  “DX”까지의 루이지의 목소리는 마리오의 것을 편집해서 음을 올린 것을 사용했다.
3. ↑  “올스타”만 마리오 모델 대체 캐릭터이다.
4. ↑  하얀 옷을 몸에 걸친 마리오이다. “DX”와 “for”에서는 마리오 모델 대체 캐릭터로의 참전이 되지만, “얼티밋”에서는 일부 필살 기술은 공통되지 않으나, 단독의 캐릭터로 제작되어 있다.
5. ↑  색상 변경으로 쿠파군단의 래리, 로이, 웬디, 이기, 모톤, 레미, 루드윅도 사용가능하다. 명칭도 각각의 개인 이름으로 변화한다.
6. ↑  “올스타”, “DX”에서는 “시간의 오카리나”, “X”와 “for”에서는 “황혼의 공주”, “얼티밋”에서는 “브레스 오브 더 와일드”의 디자인으로 등장한다.
7. ↑  같은 작품에 등장하는 젤다가 변신한 모습이다. “DX”와 “X”에서는 젤다가 ‘아래 필살 기술’을 사용한 후에 이 모습이 된다. “for”와 “얼티밋”에서는 단독 파이터로 등장한다. “DX”에서는 “시간의 오카리나”, “X”와 “for”에서는 “황혼의 공주”, “얼티밋”에서는 “브레스 오브 더 와일드”의 디자인으로 등장한다.
8. ↑  “DX”에서는 “시간의 오카리나”, “X”와 “for”에서는 “황혼의 공주”, “SP”에서는 “신들의 트라이포스” 및 “신들의 트라이포스 2”의 디자인으로 변경했다.
9. ↑  “DX”에서는 링크의 모델 대체 캐릭터로 참전되지만, “얼티밋”에서는 일부 필살 기술은 공통되지 않으나, 단독 캐릭터로 참전하고 있다.
10. ↑  “DX”와 “얼티밋”에서는 “시간의 오카리나”, “X”와 “for”에서는 “황혼의 공주”의 디자인으로 등장한다. 또, “DX”에서는 캡틴팔코의 모델 대체 캐릭터로 제작되어 있다.
11. ↑  “바람의 지휘봉”을 첫 등장으로 하는 툰 렌더링 디자인의 링크이다.
12. 1 2  “for”에서는 어시스트 피큐어였지만, “얼티밋”에서는 파이터로 참전한다. 또한, 다크 사무스는 사무스의 대시 파이터로의 참전도 하지만, 여울은 기술의 성질이 다른데다가 단독의 파이터로 제작되어 있다(단 마을 주민과 일부 필살 기술은 공통되어 있다). 여울의 모습으로는 기본은 춘복 및 하복(반팔의 옷으로 황녹색의 체크 모양의 조끼)이지만, 색상 변경에 따라서 추복 및 동복(긴 팔의 옷으로 노란색의 자켓)도 사용가능하다.
13. ↑  파워드 슈트를 벗은 상태인 사무스의 모습이다. “X”에서는 사무스가 비장의 무기를 사용한 후에 이 모습이 된다. “for”와 “얼티밋”에서는 단독 파이터로 등장한다. 기본은 “메트로이드: 제로 미션”부터 등장한 다이버 슈트의 복장이지만, “for” 이후로는 색상 변경으로 엔딩 후나 이전에 등장하는 짧은 바지의 모습으로 변경이 가능하다.
14. ↑  “X”에서는 보스 캐릭터였지만, “얼티밋”에서는 파이터로 참전한다. 또, 색상 변경으로 “메트로이드 프라임” 등에 등장하는 메타리들리의 모습으로 변경할 수 있다.
15. ↑  “얼티밋”에서는 색상 변경으로 “요시 크래프트 월드”의 디자인을 베이스로 한 모습이 사용가능하다.
16. ↑  엄밀히는 첫 등장 작품은 “슈퍼 마리오 월드”이지만, 스매시브라더스 시리즈에서는 “슈퍼 마리오 요시 아일랜드”부터 시작되는 일련의 시리즈를 출전 작품으로 하고 있다.
17. ↑  “얼티밋”에서는 색상 변경으로 갤럭틱 나이트(“별의 커비 울트라 슈퍼 디럭스”)와 다크 메타 나이트(“별의 커비 거울의 대미궁”)의 모습이 사용가능하다.
18. ↑  “올스타”와 “DX”에서는 64”, “X”와 “for”에서는 “커맨드”, “얼티밋”에서는 “제로”의 디자인으로 등장한다.
19. ↑  “DX”에서는 “64”, “X“와 “for”에서는 “커맨드”, “얼티밋”에서는 “제로”의 디자인으로 등장한다. 또, “DX”에서는 폭스의 모델 대체 캐릭터로 제작되어 있다.
20. ↑  “X”에서는 “커맨드”, “얼티밋”에서는 “제로”의 디자인으로 등장한다.
21. ↑  기본 성별은 수컷(♂) 개체이지만, “얼티밋”에서는 색상 변경으로 암컷(♀) 개체가 사용가능하며, 암컷 개체는 “포켓몬스터 썬·문” 여자 트레이너의 모자를 착용한 것과, “포켓몬스터 오메가루비·알파사파이어”에 등장한 마스크드 피카츄의 두 종류가 존재한다.
22. ↑  피카츄가 진화하기 전의 개체이다. “DX”에서는 피카츄의 모델 대체 캐릭터로 참전하지만, “얼티밋”에서는 기술 성질이 다른 데다가 독립 파이터로 제작되어 있다(단, 피카츄와 일부 필살 기술은 같다). “얼티밋”에서는 색상 변경으로 암컷(♀) 한정의 삐죽귀 피츄 모습도 사용가능하다.
23. ↑  리자몽, 꼬부기, 이상해풀의 세 마리의 포켓몬을 순서대로 교대하면서 싸우는 파이터이며, 트레이너 자체는 화면 속에서 지시를 하고 있다. 기본은 남성이지만 “얼티밋”에서는 색상 변경으로 여성도 사용가능하다.
24. 1 2  포켓몬 트레이너가 가지고 있는 포켓몬의 한 마리로 등장한다.
25. ↑  “DX”에서는 스테이지 ‘포켓몬 아공간’에 등장한다.
26. ↑  “올스타”와 “DX“에서는 몬스터 볼에서 출현하는 포켓몬의 한 마리로 등장한다. “X”와 “얼티밋”에서는 포켓몬 트레이너의 보유 포켓몬의 한 마리로, “for”에서는 독립 캐릭터로 등장한다.
27. ↑  “DX”에서는 “봉인의 검”, “for”와 “얼티밋”에서는 “각성”의 디자인으로 등장한다. 또, “DX”에서는 마르스의 모델 대체 캐릭터로 제작되어 있다.
28. ↑  “for”에서는 러플레의 최후의 수단에 등장하고 있다.
29. ↑  “X”에서는 “창염의 궤적”, “for”에서는 “새벽의 여신”의 디자인으로 등장한다. “얼티밋”에서는 각각이 색상 변경으로 선택할 수 있으며, 보이스도 변화한다.
30. 1 2 3  기본 성별은 남성이지만, 색상 변경으로 여성도 사용가능하다.
31. ↑  “X”에서는 피트의 최후의 수단에 등장하고 있다.
32. ↑  기본은 “메이드 인 와리오”에서의 바이커 스타일의 의상이지만, 색상 변경으로 다른 작품에 등장할 때의 오버올 모습으로 변경이 가능하다.
33. ↑  엄밀히는 첫 등장 작품은 “슈퍼 마리오 랜드 2: 6개의 금화”이지만, 스매시브라더스에서는 “메이드 인 와리오”로 시작되는 일련의 시리즈를 출전 작품으로 하고 있다.
34. ↑  기본은 피크민&올리마이다  “for”과 “얼티밋”에서는 색상 변경으로 피크민&알프도 사용가능하다. 명칭도 개인 이름으로 변화한다.
35. ↑  기본 성별은 남자이지만, 색상 변경으로 여자 캐릭터도 사용가능하다. 얼굴 패턴도 남녀 각각 네 종류가 존재한다.
36. ↑  기본 성별은 여성이지만, 색상 변경으로 남성도 사용가능하다.
37. ↑  “X”에서는 어시스트 피규어였지만, “for”와 “얼티밋”에서는 파이터로 참전한다. 또, 색상 변경으로 아케이드판에 준한 와이어 프레임 모델도 사용가능하다. 색생 변경에 대해서, “for”에서는 와이어 프레임 모델도 맞추어서 각 여덟 종류로 총 열여섯 종류였지만, “얼티밋”에서는 다른 파이터와 마찬가지인 총 여덟 종류가 되어 와이어 프레임 모델은 두 종류가 됐다.
38. ↑  키시 유지 (타입 1), 쇼지 우메카 (타입 2, 타입 12), 오오하라 타카시 (타입 3), 후지무라 아유미 (타입 4), 오키아유 료타로 (타입 5), 오모토 마키코 (타입 6), 하기 미치히코 (타입 7), 타카야마 미나미 (타입 8), 이시카와 히데오 (타입 9), 사이토 키미코 (타입 10), 야나다 키요유키 (타입 11)의 총 열두 종류이며, 각각에 세 단계의 음높이를 선택할 수 있다. “for“와 마찬가지로 소리 없이 하는 것도 가능하다.
39. 1 2  호무라와 히카리를 교대로 하면서 싸우는 파이터이다.
40. ↑  기본 성별은 소녀이지만, 색상 변경으로 소년도 사용가능하다. 얼굴 패턴도 남녀 네 종류가 존재한다.
41. ↑  기본은 “베요네타 2” 버전이지만, 색상 변경으로 “베요네타 1” 버전도 사용가능하다. 변경하면서 보이스나 효과음 등도 변화한다(“2” 버전에서는 일본어, “1” 버전에서는 영어 보이스가 된다).
42. ↑  기본은 첫 시즌부터 입고 있는 도복(상반신 누드 모습)이지만, 색상 변경으로 “철권 7”의 기본 코스튬으로 입고 있는 코트 모습으로 변경이 가능하다.
43. ↑  기본은 원작 복장이지만, 색상 변경으로 “FFVII AC”에 준거한 ㅇ왼쪽 어깨의 성흔을 소매로 가리고 있는 모습으로 변경이 가능하다. “얼티밋”의 Ver.10.1.0 이후에 따라서, 짝수 색상(“FFVII AC”의 복장)의 경우에는 마지막 비장의 무기가 변화하도록 되어 있다.
44. ↑  기본은 “XI S” 버전이지만, 색상 변경으로 “III” “IV” “VIII” 버전도 사용가능하다. 원작에서 성별 선택이 있는 것은 남자 용사만 등장한다.
45. ↑  기본은 “I”에서의 복장이지만, 색상 변경으로 “II” “3D” “III” “타임리스 리버”의 모습으로 변경이 가능하다.
46. ↑  기본은 스티브이지만, 색상 변경으로 알렉스, 좀비, 엔더맨도 사용가능하다. 명칭도 각각의 개인 이름으로 변화한다.

### 참조주
1. ↑  “『スマブラSP』のDLC第1弾キャラクターは『ペルソナ5』のジョーカー（主人公）！【The Game Awards 2018】” [“스매브라 얼티밋” DLC 제1탄 캐릭터는 “페르소나 5”의 조커 (주인공)! 【The Game Awards 2018】]. 《ファミ通.com》 (일본어). 2018년 12월 7일. 2018년 12월 7일에 확인함.
2. ↑  ““스매브라 얼티밋” 새로운 파이터 “드래곤 퀘스트” 용자는 7월 31일 오전 중에 배포. 용사의 필살 기술이나 액션 등 새로운 정보 정리”. 《ファミ通.com》 (일본어). 2019년 7월 30일. 2019년 7월 31일에 확인함.
3. ↑  “［E3 2019］バンジョーとカズーイが「スマブラSP」に参戦決定！ 追加ファイターとして今秋に登場” [［E3 2019］반조와 카주이가 ‘스매브라 얼티밋’에 참전 결정! 추가 파이터로 이번 가을에 등장] (일본어).